# Тернівка (автостанція)
Автостанція «Тернівка» єдина автостанція Тернівки. Автостанція входить до ПАТ «Дніпропетровське обласне підприємство автобусних станцій».

## Основні напрямки
- Тернівка — Дніпро
- Тернівка — Дніпро (Новий центр)
- Тернівка — Павлоград
- Тернівка — Залізнична станція «Павлоград I»
- Тернівка — Бердянськ
- Тернівка — Приморськ
- Тернівка — Кирилівка